# Lodovico Ceriana Mayneri
Lodovico  Giuseppe Giovanni Mario Ceriana conte Mayneri (Torino, 8 dicembre 1857 – Torino, 18 marzo 1905) è stato un diplomatico, agricoltore e politico italiano.

## Biografia
Laureato in giurisprudenza nel 1880, vince un concorso per la carriera diplomatica: viene addetto all’ambasciata di Londra e in seguito viene promosso segretario all’ambasciata di Parigi e di Berlino. Nel 1883 lascia la diplomazia, si sposa con Giulia Jacini, figlia di Stefano, e si dedica all'agricoltura e alla politica. 
Liberale, esponente della Destra storica, nel 1892 viene eletto per la prima volta deputato a Valenza Po, sostenuto dall'elettorato conservatore dei grandi proprietari terrieri. Diventato nel frattempo un grande proprietario terriero, è uno dei pochi agrari presenti in Parlamento, dove presenta numerose proposte di legge in materia.